# Championnats du monde d'haltérophilie 1955
Navigation
Édition précédente Édition suivante
Les championnats du monde d'haltérophilie 1955 ont eu lieu en Allemagne de l'Ouest, à Munich du 12 octobre 1955 au 16 octobre 1955.

## Palmarès

### Hommes
| Catégorie    | Or                       | Or       | Argent                   | Argent   | Bronze                  | Bronze   |
| ------------ | ------------------------ | -------- | ------------------------ | -------- | ----------------------- | -------- |
| - de 56 kg   | Vladimir Stogov (URS)    | 335,0 kg | Charles Vinci (USA)      | 317,5 kg | Mahmoud Namjoo (IRN)    | 312,5 kg |
| - de 60 kg   | Rafael Chimishkyan (URS) | 350,0 kg | Ivan Udodov (URS)        | 345,0 kg | Kamal Mahgoub (EGY)     | 327,5 kg |
| - de 67,5 kg | Nikolay Kostylev (URS)   | 382,5 kg | Said Khalifa Gouda (EGY) | 365,0 kg | Nil Tun Maung (MYA)     | 355,0 kg |
| - de 75 kg   | Pete George (USA)        | 405,0 kg | Fyodor Bogdanovsky (URS) | 405,0 kg | Ingemar Franzén (SWE)   | 372,5 kg |
| - de 82,5 kg | Tommy Kono (USA)         | 435,0 kg | Vasily Stepanov (URS)    | 425,0 kg | Jim George (USA)        | 402,5 kg |
| - de 90 kg   | Arkady Vorobyov (URS)    | 455,0 kg | Clyde Emrich (USA)       | 427,5 kg | Hassan Rahnavardi (IRN) | 425,0 kg |
| + de 90 kg   | Paul Anderson (USA)      | 512,5 kg | James Bradford (USA)     | 475,0 kg | Eino Mäkinen (FIN)      | 422,5 kg |

## Tableau des médailles
| Rang  | Nation           | Or | Argent | Bronze | Total |
| ----- | ---------------- | -- | ------ | ------ | ----- |
| 1     | Union soviétique | 4  | 3      | 0      | 7     |
| 2     | États-Unis       | 3  | 3      | 1      | 7     |
| 3     | Égypte           | 0  | 1      | 1      | 2     |
| 4     | Iran             | 0  | 0      | 2      | 2     |
| 5     | Birmanie         | 0  | 0      | 1      | 1     |
| 5     | Finlande         | 0  | 0      | 1      | 1     |
| 5     | Suède            | 0  | 0      | 1      | 1     |
| Total | Total            | 7  | 7      | 7      | 21    |